# أصلة عاصرة
الأصلة العاصرة وتسمى أيضاً البواء حمراء الذيل أو البواء الشائعة هو نوع كبير من الثعابين ثقيلة الجسم، وهي من الأنواع التي يتم الاحتفاظ بها وتربيتها في الأسر. تنتمي الأصلة العاصرة إلى فصيلة البوائيات وتعيش في المناطق الاستوائية في أمريكا الشمالية وأمريكا الجنوبية وبعض الجزر في الكاريبي. نمطها اللوني متنوّع للغاية وهو مميز أيضاً. معروف منها حالياً عشر نويعات على الرغم من أن بعضها مثير للجدل.

### الحجم والوزن

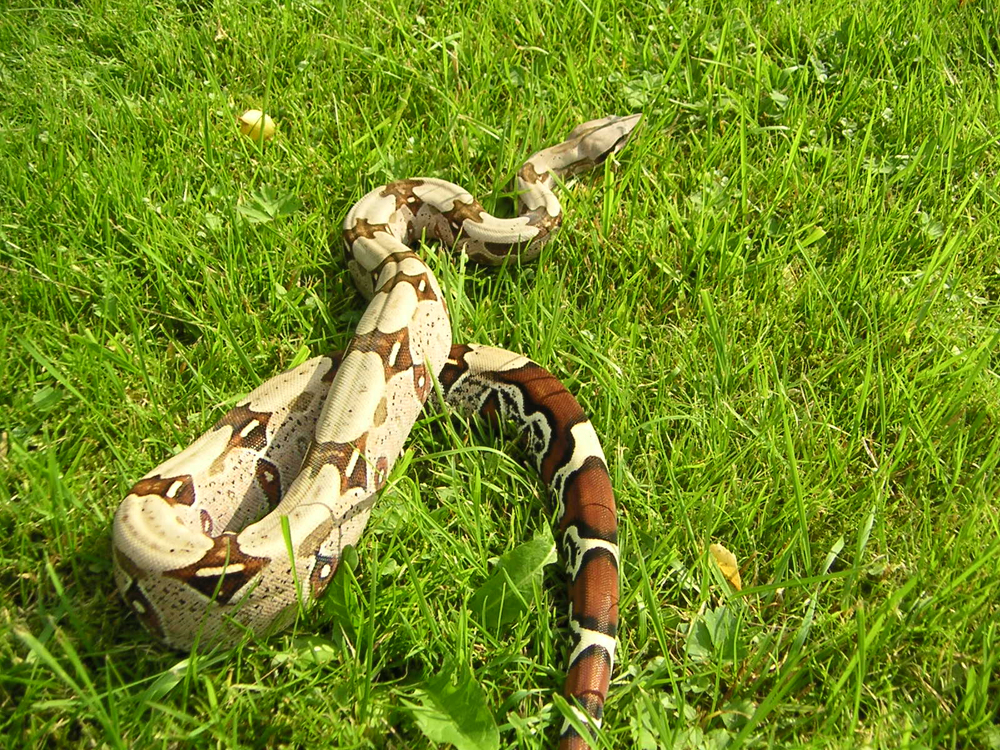
B. c. constrictor

### الألوان

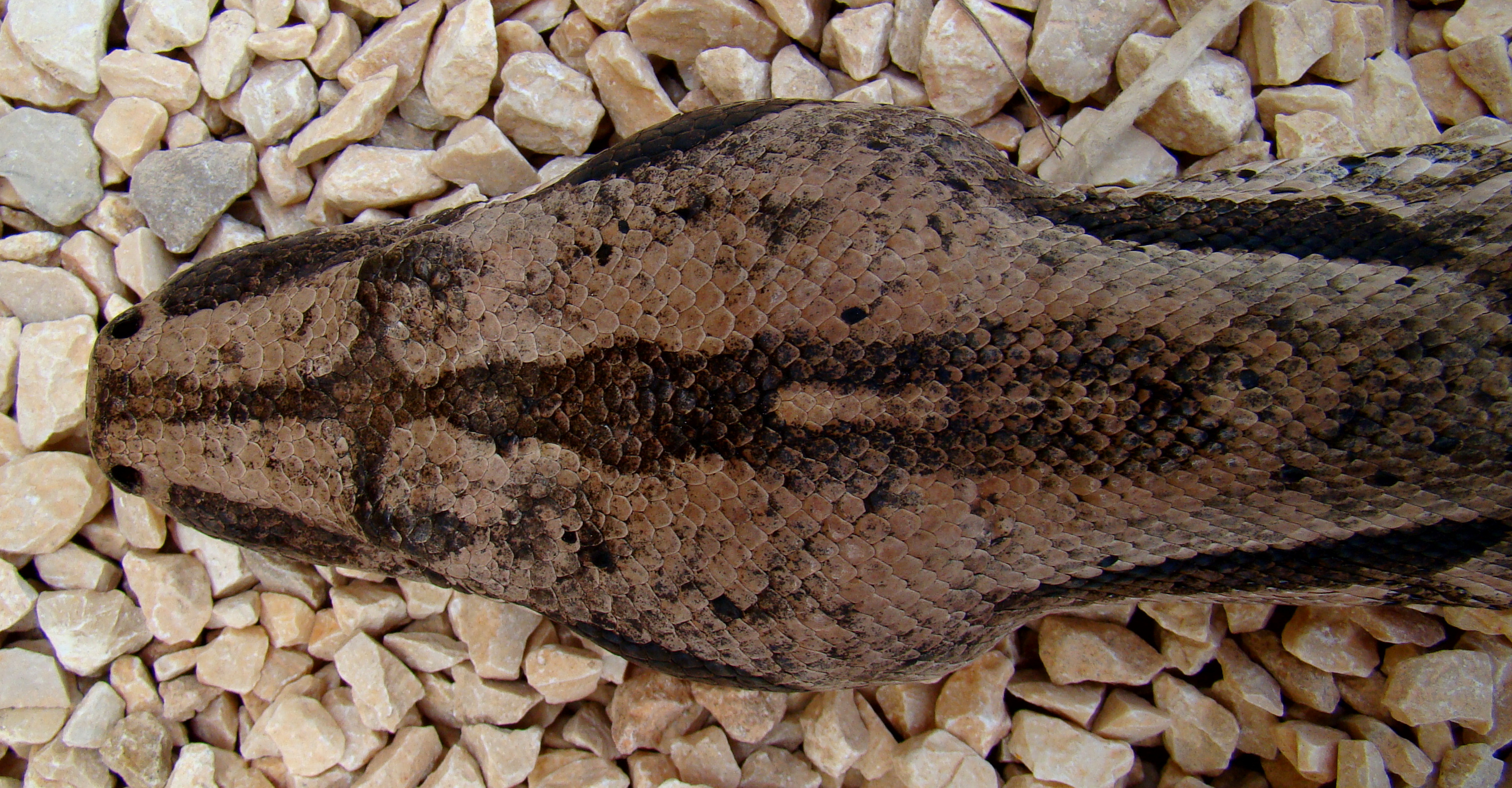
شكل الرأس في الأصلة العاصرة

## التواجد

### المدى الجغرافي

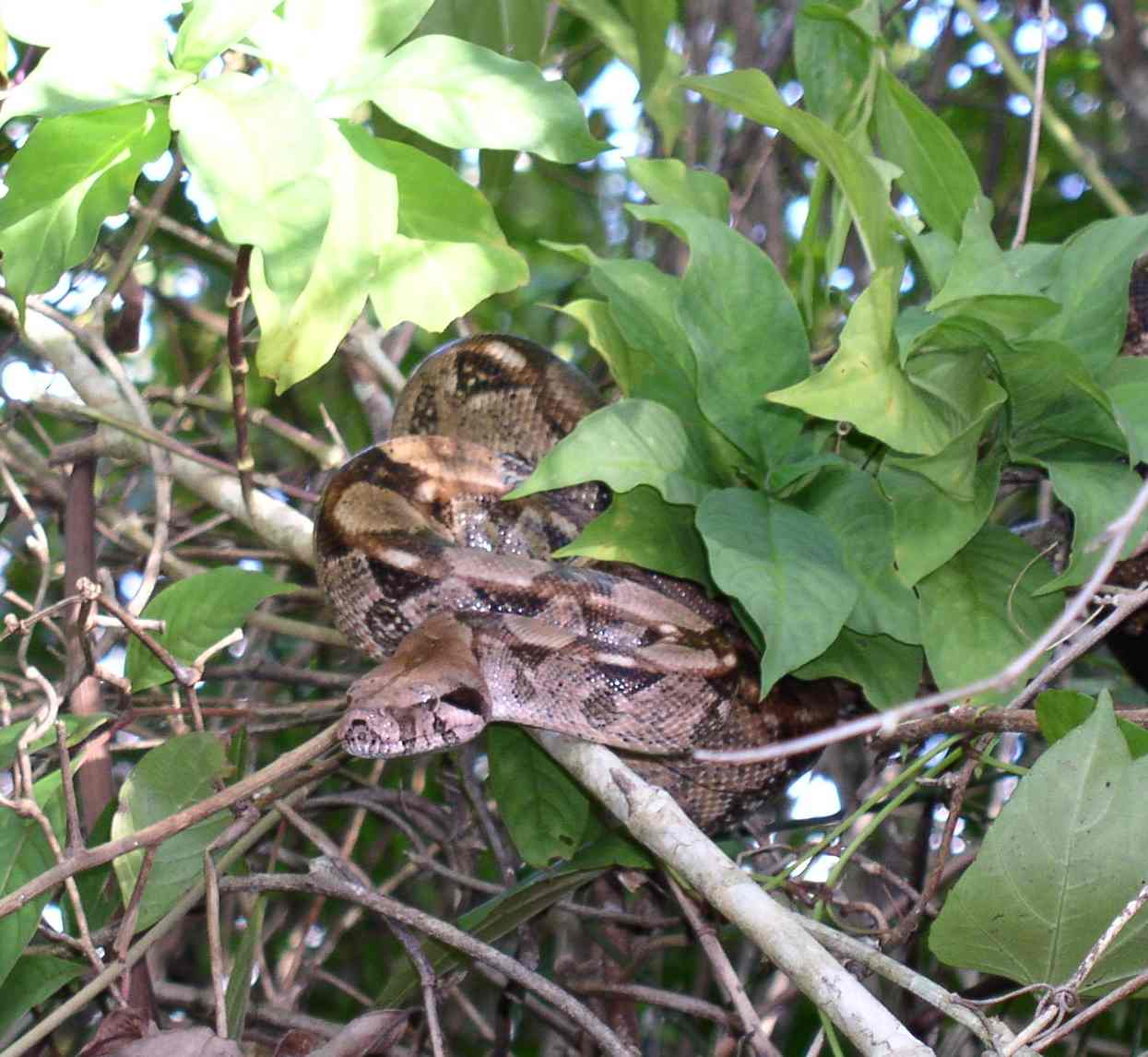
أصلة عاصرة في بليز

تتنوع أماكن وجود الأصلة العاصرة حسب الأنواع، فيمكن العثور عليها في أمريكا الوسطى في بليز غواتيمالا، السلفادور، نيكاراغوا، كوستاريكا وبنما)، تمتد إلى أمريكا الجنوبية شمال خط 35° في الإكوادور، بيرو، فنزويلا، ترينيداد وتوباغو، غيانا، سورينام، غويانا الفرنسية، البرازيل، بوليفيا، الأرجنتين، وفي جزر الأنتيل الصغرى ودومينيكا وسانت لوسيا، وحتى جزيرة سان أندريه، وجزر بروفيدنسياليس والعديد من الجزر الأخرى على طول سواحل المكسيك وأمريكا الوسطى والجنوبية. كما توجد مجموعات منها في أقصى جنوب فلوريدا. إضافة إلى وجود عدد صغير من المجموعات في سانت كروا في جزر العذراء الأمريكية وقد تم إعادة إنتاجها في البرية في هذه المناطق.

### الموطن
تتكاثر الأصلة العاصرة في ظروف بيئية مختلفة كالغابات المطيرة والمناطق الاستوائية والأرياف شبه القاحلة. لكنها تفضل العيش في الغابات المطيرة بسبب الرطوبة ودرجة الحرارة والغطاء الطبيعي المتوفر من المفتَرسَات. غالباً ما يُعثر عليها على ضفاف الأنهار والجداول، كما أنها سبّاحة ماهرة. تحتل الأصلة العاصرة جحور الثدييات متوسطة الحجم، حيث تختبئ من الحيوانات المفتَرِسة المحتملة.

## السلوك

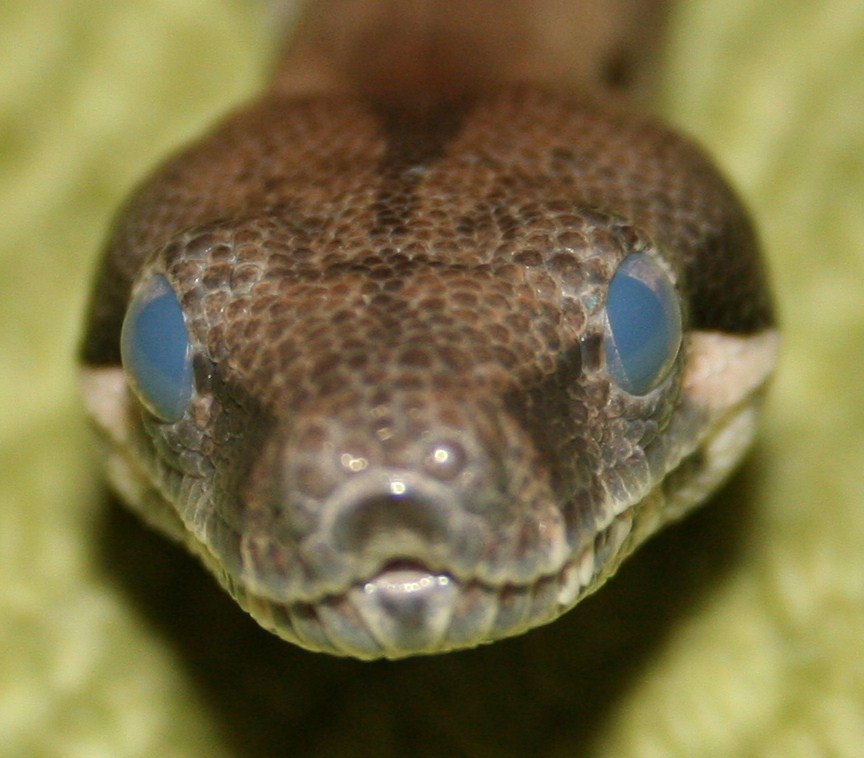
أنثى الأصلة العاصرة في دائرة الضوء، لاحظ العيون الزرقاء المبهمة

## التكاثر

آثار الاندماج المركزي والاندماج الطرفي على تغاير الزايغوت.

الأصلة العاصرة بيوضية ولودية، حيث تلد صغارها. تتكاثر عادةً في موسم الجفاف بين شهري نيسان (أبريل) وآب (أغسطس)، يتزاوج الذكر مع عدّة إناث. تولد معظم الإناث في سنة معينة، ونسبة أكبر من الذكور تنشط في العثور على شريكة. نظراً لطبيعة تعدد الزوجات التي فطرت عليها، يفشل العديد من الذكور في مسعاهم. لذا تحاول الإناث التي تكون في وضع جسماني غير ملائمة للتزاوج أن تتجنب الذكور. التكاثر عند الأصلات جنسي بحت. تمتلك الذكور زوجاً من الكروموسومات المحددة للجنس ZZ، أما الإناث فالكروموسوم فيها هو ZW. عام 2010، وجد أن الأصلة تتوالد أيضاً بطريقة التوالد البكري.

## مطالعة إضافية
- Stull OG  [لغات أخرى]‏ (1932). "Five new subspecies of the family Boidae". Occasional Papers of the Boston Society of Natural History 8: 25–30 + plates 1-2. HTML version available at boa-subspecies.com. Accessed 20 February 2009.

## وصلات خارجية
- Boa-constrictors.com. Accessed 11 July 2008.
- Ultimate Boa Constrictor Care Guide. Access January 2011.
- Red-Tail Boa Care at Herp and Green Iguana Information Collection. Accessed 11 July 2008.